# سلوتسک
سلوتسک (به لاتین: Slutsk) شهری در کشور بلاروس است که در فاصله ۱۰۵ کیلومتری مینسک واقع شده‌است. سلوتسک ۲۴٫۶ کیلومتر مربع مساحت و ۶۱٬۴۴۴ نفر جمعیت دارد.